# Marc Aurèle de Foy Suzor-Coté

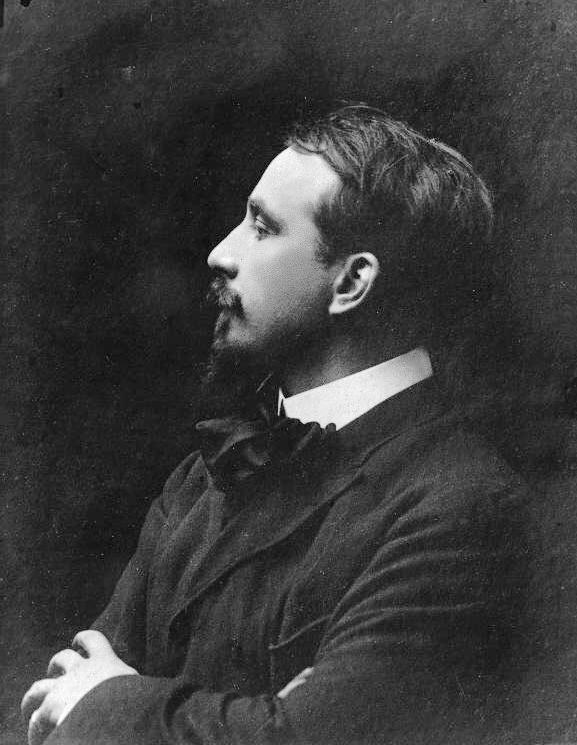
Marc-Aurèle de Foy Suzor-Coté (foto).

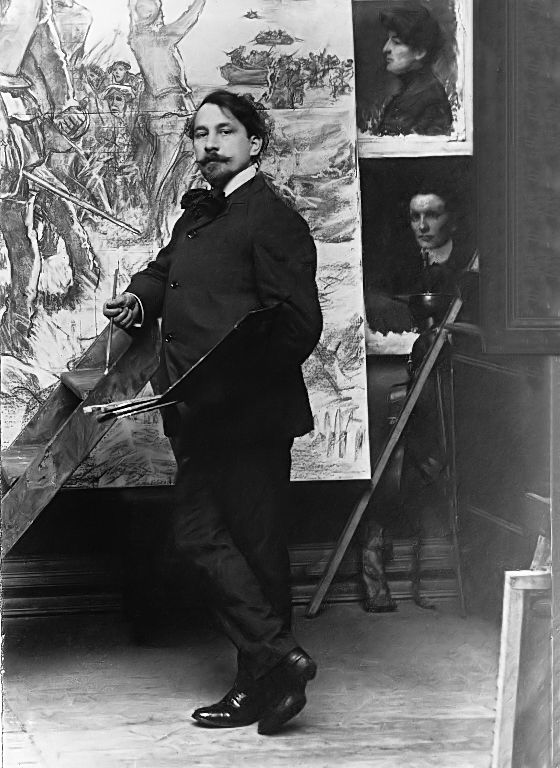
Marc-Aurèle de Foy Suzor-Coté en su taller (foto).

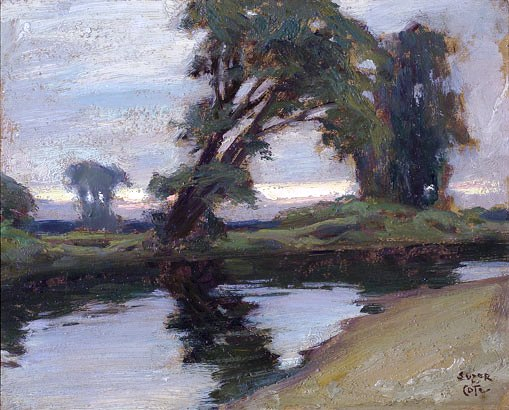
«El río Nicolet, Arthabaska», 1907-1927, colección de la Universidad de Montreal (Montreal)

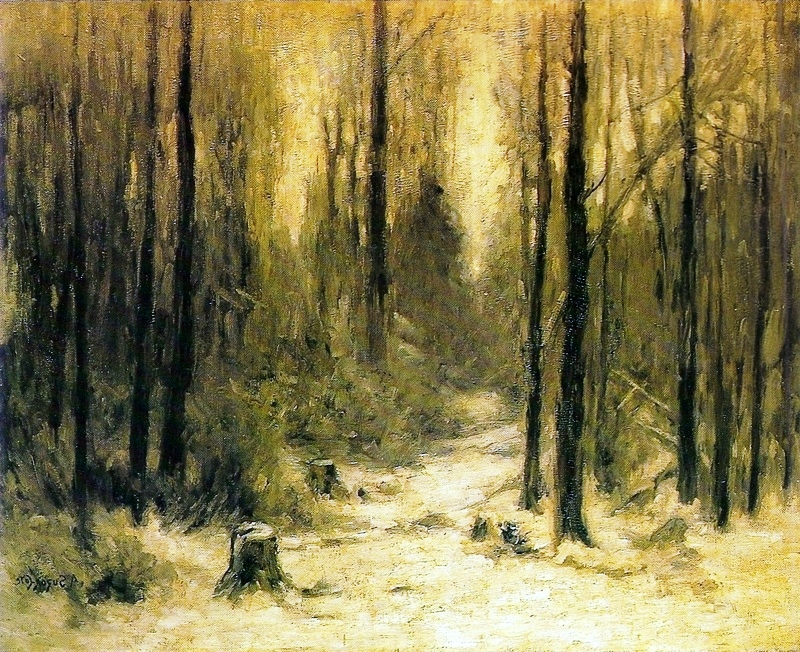
«El fin del invierno», Museo de Bellas Artes de Río de Janeiro

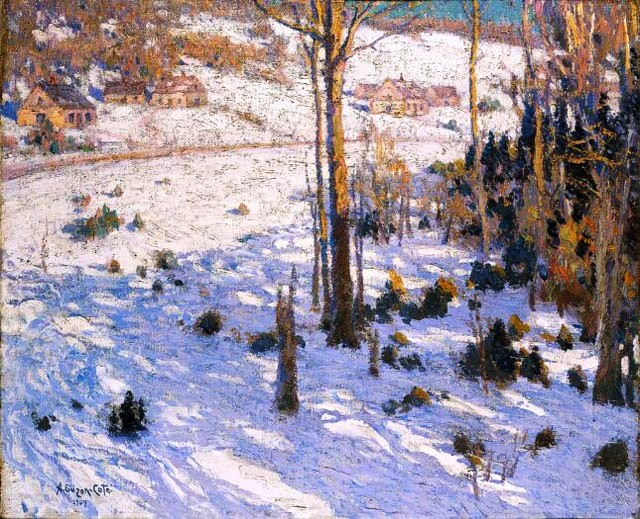
«Casas en la colina», 1909, Galería Nacional de Canadá, Ottawa

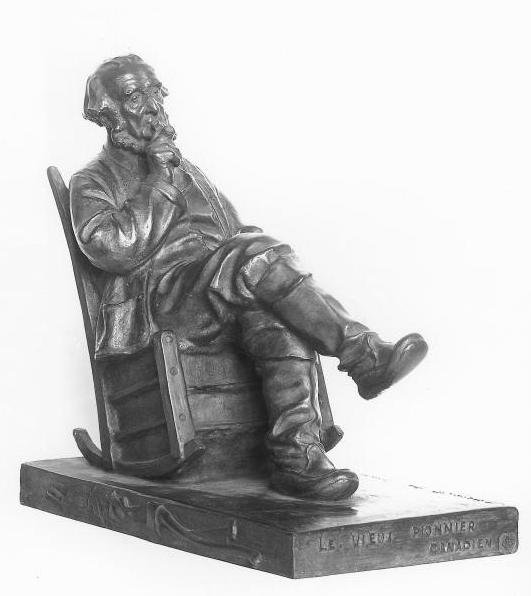
«El viejo pionero canadiense», bronce, colección privada

Marc-Aurèle de Foy Suzor-Coté (nacido Hypolite Wilfrid Marc-Aurèle Côté el 6 de abril de 1869 y fallecido el 29 de enero de 1937)  es un pintor y escultor canadiense natural de Arthabaska (hoy Victoriaville).

## Biografía
A partir de 1887, Marc-Aurèle participa en la decoración de iglesias con el pintor Maxime Rousseau, y realiza obras para Wilfrid Laurier. Suzor-Côté se convierte en discípulo de Joseph Chabert.
Influenciado por el impresionismo, viaja varias veces a París con su amigo Joseph Saint-Charles. Estudia canto en la Escuela de Bellas Artes de París y en el Conservatorio Nacional. Tras una operación de garganta tiene que cambiar de actividad, eligiendo la pintura y la escultura, para lo que se forma en las academias Julian y Colarossi.

### Periodo académico
Mientras estudia en la Escuela de Bellas Artes y en las academias Julian y Colarossi, Marc-Aurèle Côté produce un elevado número de obras académicas, cerca de una centena. En esa época frecuenta a un escultor muy en boga en ese momento, Auguste Rodin. Una de sus obras de esta época es «Le Grand Nu», una obra academicista cuya modelo es una amiga de Rodin.
A su regreso a Quebec, es muy probable que los desnudos académicos de Suzor-Coté acabaran en un rincón de su taller de Arthabaska, construido hacia 1895. Un visitante de la época, M. Jean Chauvin, hace una breve descripción de este taller, que según él estaba repleto «de mil cosas singulares, compradas en tiendas de antigüedades en cualquier viaje, acumuladas a lo largo de años, siendo el conjunto a la vez un pequeño museo y un bazar». Suzor-Coté volvió a Quebec en 1907 y se instaló en Montreal.

### Firma
En la actualidad, Suzor-Côté es reconocido por la envergadura y variedad de los temas que trató durante su carrera como pintor. La mayoría de sus obras –se calcula que más de 1500– están marcadas por la corriente impresionista de moda en Quebec. Se le conoce también por sus proyectos gráficos sobre la historia de su país, y en particular por la escena de la llegada de Jacques Cartier a Stadaconé, titulada «Jacques Cartier rencontre les Indiens à Stadaconé en 1535»
Donada en principio al gobierno de Canadá, que la rechazó, esta obra es hoy propiedad del Museo nacional de bellas artes de Quebec. Se puede calificar a Suzor-Côté de «cantor de la epopeya de la Nueva Francia e historiador de Canadá». Un elevado número de sus obras ilustran escenas de la vida cotidiana de la gente que conoció en su Arthabaska natal, país que amará toda su vida. Más adelante se consagrará a pintar desnudos impresionista de amigas a las que le gusta referirse como «primas». Muchos de estos desnudos impresionistas recuerdan los cuadros academicistas que pintó en París.

### Renombre
Suzor-Côté es uno de los pintores canadienses más importantes de principios del siglo XX. El 4 de diciembre de 1929, el periódico La Presse decía: «Suzor-Côté es el pintor nacional por excelencia». El crítico de arte Morgan Powell señala que «Sus paisajes poseen riqueza, inmensidad, sentido de los grandes espacios. Cuando comparo una de sus escenas de bosque con los pretendidos estudios forestales del Grupo de los siete, tengo la impresión de comparar un gigante con un pigmeo».

### Enfermedad
Poco antes de cumplir los 58 años, la mañana del 20 de febrero de 1927, Suzor-Côté sufre una apoplejía que le obliga a dejar sus actividades creativas. Los 10 años que aún vivirá le permiten consagrarse a la difusión de su obra y a preparar su entrada en un eventual panteón canadiense, mientras sigue tratamientos en el Hospital Francés y el Sanatorio Prévost de Cartierville. La noticia de su hemiplejia y de su lucha contra la enfermedad reavivan la simpatía del público. Con ayuda de su hermano Arthur, depositario de sus obras, vende los fondos de su taller. Las autoridades de la ciudad de Arthabaska siguen sin considerar la posibilidad que se les ofrece de adquirir la totalidad de estos fondos.
En el mes de enero de 1929, Suzor-Coté parte a Florida en compañía de Mathilde Savard, su asistente y enfermera, y se establece en el 29 de Ocean Avenue, en Daytona Beach. Tras una visita, su amigo de la infancia Armand Lavergne, comenta: «Quedé estupefacto cuando entré en su apartamento de Daytona. Por iniciativa de su asistente Mathilde, todo había sido pintado con los colores más disparatados y chocantes: el azul y el rojo se mezclaban con el verde y el amarillo. Cuando entré en su habitación, se me cayó el alma a los pies. Suzor presidía la escena desde una inmensa cama de color mostaza decorada con todos los colores de la creación».
El 28 de noviembre de 1933, Suzor-Côté se casa con su asistente Mathilde Savard. A pesar de la discapacidad física que afecta al artista, la pareja llevará una vida social muy activa, ya que Mathilde comparte el brío, la desenvoltura y el espíritu de libertad que caracterizan al artista. Hasta su muerte, Suzor Côté mantiene la ilusión de volver a pintar algún día. Su fallecimiento el 29 de enero de 1937, fue reflejo del hogar que su esposa había creado, al que Suzor no era ajeno.
Armand Lavergne relata los últimos momentos del artista: «El papagayo que vivía en libertad en el apartamento no vio con buenos ojos al sacerdote que vino a administrar los últimos sacramentos. Escobazos, oración de los moribundos, papagayo gritando, servidor desesperado». En medio de esta barahúnda, el artista muere asistido por su esposa. 
La Galerie L'Art français expone su obra, y en 1975, su casa pasa a formar parte del Patrimonio Cultural de Quebec a iniciativa del gobierno quebequés.
Muchas de sus obras se encuentran en la iglesia local de Saint-Christophe-d'Arthabaska, así como en el Museo Laurier.

## Obras
| - Le Grand Nu - Après la débâcle - Bécasse - Huile sur toile - L'Homme Tronc - Bretonnes à l'église - Coin de mon village, Arthabaska - Croquis de paysage - Étude de nu - Étude pour «Harmonie du soir» - Femmes de Caughnawaga - Habitations sur la colline - Harmonie du soir - Intérieur - Jeune femme à la guirlande - Jeunesse et Soleil - La Bénédiction des érables - L'Amateur - La Fonte de glace, Arthabaska - La Glaneuse - Le Portageur - Le Coureur des bois | - Le Dégel sur la rivière Nicolet - Le Halage de bois - Le Halage de bois, Arthabaska - Le Remmancheur - Le Vieux Fumeur - Le Vieux Pionnier canadien - Les Gémissements du vent - Maria Chapdelaine - Marée montante - Nature morte aux fruits - Nature morte aux oignons - Onontaha - Paysage d'automne, le soir - Paysage sans titre - Paysan du Québec (1) - Paysan du Québec (2) - Port-Blanc en Bretagne - Portrait d'un homme - Portrait de jeune homme - Retour des champs - Village de Bretagne |